# Closure (Nine Inch Nails)
Closure (anche conosciuto come Halo 12) è un live dei Nine Inch Nails pubblicato nel 1997 su doppia videocassetta VHS.  Closure è la dodicesima pubblicazione ufficiale dei Nine Inch Nails. Essa consiste in una videocassetta contenente un concerto live estratto dal Self Destruct Tour con relativo materiale dal dietro le quinte, e da un'altra con videoclip musicali della band.

## La versione DVD
Nel mese di agosto 2004 Trent Reznor annunciò che a breve sarebbe stata pubblicata una riedizione in DVD di Closure, già da tempo auspicata dai fan. Il nuovo cofanetto di due DVD avrebbe contenuto più di 90 minuti di contenuti extra rispetto alla prima edizione in VHS del 1997. Un trailer del DVD venne messo online sul sito dei NIN e mostrava che la riedizione avrebbe contenuto materiale del tour del 1989, dei concerti a Lollapalooza e Woodstock '94, e scene dietro le quinte dei video di Closer e Hurt.
Proprio quando il doppio DVD era pronto alla fase finale di rimasterizzazione digitale per l'imminente pubblicazione, la sua uscita venne sospesa dalla Interscope Records.

### La comparsa su Internet
Il 20 dicembre 2006 sul sito di BitTorrent The Pirate Bay fece la sua comparsa il Disco 1 di una "versione prototipo" del DVD di Closure, contenente tutto il materiale extra menzionato durante la campagna pubblicitaria del cofanetto di DVD, ed inoltre una galleria di immagini catturate da vari live. Il file .torrent conteneva inoltre anche la copertina del DVD, simile ma più curata nei dettagli rispetto a quella del VHS del 1997.
Il 23 dicembre 2006 apparve anche il Disco 2 contenente vari extra, tra i quali il dietro le quinte della creazione del videoclip di Closer con il commento di Mark Romanek.
Molti fan hanno pensato che sia stato proprio Reznor a diffondere i due DVD su Internet, soprattutto dopo aver letto un post nel suo blog ufficiale: "21/12/06 : Happy Holidays!  This one is a guilt-free download. (shhhh - I didn't say that out loud). If you know what I'm talking about, cool."

## Lista Contenuti

### Self Destruct Tour (Cassetta 1)
1. Terrible Lie
2. Piggy
3. Down in It
4. March of the Pigs
5. The Only Time
6. Wish
7. Hurt (con David Bowie)
8. Something I Can Never Have

### Video Musicali (Cassetta 2)
1. Head Like a Hole – 4:31
2. Sin – 2:11
3. Down in It – 3:50
4. Pinion – 1:16
5. Wish – 3:42
6. Help Me I Am In Hell – 2:03
7. Happiness in Slavery – 4:48
8. Gave Up – 4:27
9. March of the Pigs – 3:03
10. Eraser (live) – 4:23
11. Hurt (live) – 5:10
12. Wish (live) – 3:49
13. Closer – 4:36
14. The Perfect Drug – 4:13